# Дарко Божовић
Дарко Божовић (Титоград, 9. август 1978) бивши је црногорски фудбалер који је играо на позицији голмана.
До 2007. је играо за ФК Бежанију када је прешао у ФК Партизан. Играо је за младу репрезентацију СР Југославије.
За фудбалску репрезентацију Црне Горе дебитовао је у Подгорици, 12. септембра 2007. против Шведске.

## Трофеји

### Партизан
- Суперлига Србије (3): 2007/08, 2008/09, 2009/10.
- Куп Србије (2): 2007/08, 2008/09.